# Nepenthes jamban
Nepenthes jamban is een vleesetende bekerplant uit de familie Nepenthaceae. De soort is endemisch in het noorden van Sumatra. De soortaanduiding jamban is Indonesisch voor 'toilet' en slaat op het uiterlijk van de vangbekers.

## Ontdekkingsgeschiedenis
Nepenthes jamban werd ontdekt tijdens veldwerk in Sumatra tussen 2004 en 2005. De eerste specimina werden op 22 april 2005 verzameld ten zuiden van Padang Sidempuan. In 2006 werd de plant formeel beschreven door Ch'ien Lee, Hernawati en Pitra Akhriadi.

## Beschrijving
Nepenthes jamban is een klimplant met een paarsrode stengel die tot vier meter lang kan worden en zelden dikker dan vijf millimeter. De internodieën zijn maximaal vijf centimeter lang. De ellipsvormige lichtgroene bladeren worden tot 11 bij 3,3 centimeter groot en hebben geen bladsteel. De ranken worden maximaal 24 centimeter lang. De plant is voor het grootste deel behaard. De ranken, bloeiwijzen en vangbekers zijn dichtbegroeid met korte, bruingrijze haartjes.

### Vangbekers
De onderbekers zijn geeloranje tot helderrood. Ze zijn voor een derde cilindervormig en lopen naar boven uit in een brede trechter. Ze zijn relatief klein en worden zelden hoger dan 6 centimeter en breder dan 4,5 centimeter breed. Vaak draagt de beker twee gekamde vleugels aan de voorzijde. De opening is vrijwel horizontaal en heeft een plat peristoom (bekerrand) van maximaal acht millimeter breed. Het operculum (deksel) is zeer smal en kort voor een Nepenthes-beker; hij wordt maximaal 1,3 centimeter breed tot 3,8 centimeter lang. Elke beker heeft twintig tot dertig zeer grote nectarklieren, die duidelijke verdikkingen aan de buitenzijde kunnen veroorzaken.
De bovenbekers zijn aanzienlijk groter dan de onderbekers en kunnen twaalf centimeter hoog en ruim vijf centimeter breed worden. Ze zijn meestal helder geel en hebben een geel tot oranje peristoom. Sommige exemplaren hebben vlekjes aan de binnenzijde. Aan de voorzijde heeft de bovenbeker geen kammen maar twee verdikte ribbels. De bovenzijde van de beker is vrijwel rond en het peristoom is tot zes millimeter breed. Het operculum is vergelijkbaar met die van de onderbeker, maar wordt langer en smaller; maximaal 4,8 bij 0,9 centimeter. Hij staat boven de bekeringang in een hoek van ongeveer 45 graden. Wanneer de plant een aanzienlijke hoogte heeft, ontwikkelt hij ook middenbekers. Qua morfologie en afmetingen komen ze meer met de bovenbekers overeen dan de onderbekers.

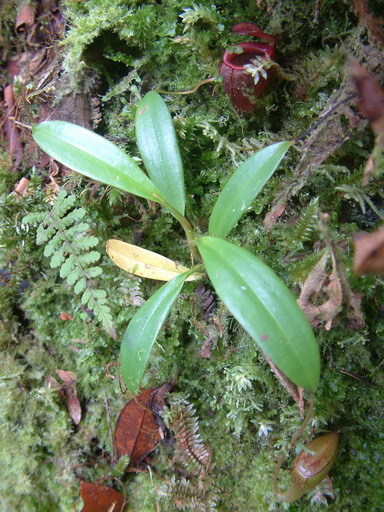
Een jonge plant met onderbekers
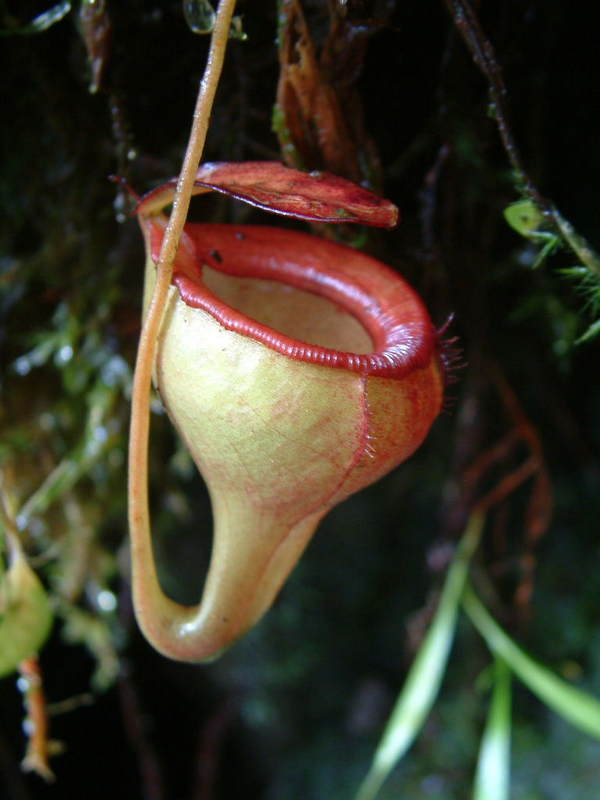
Onderbeker
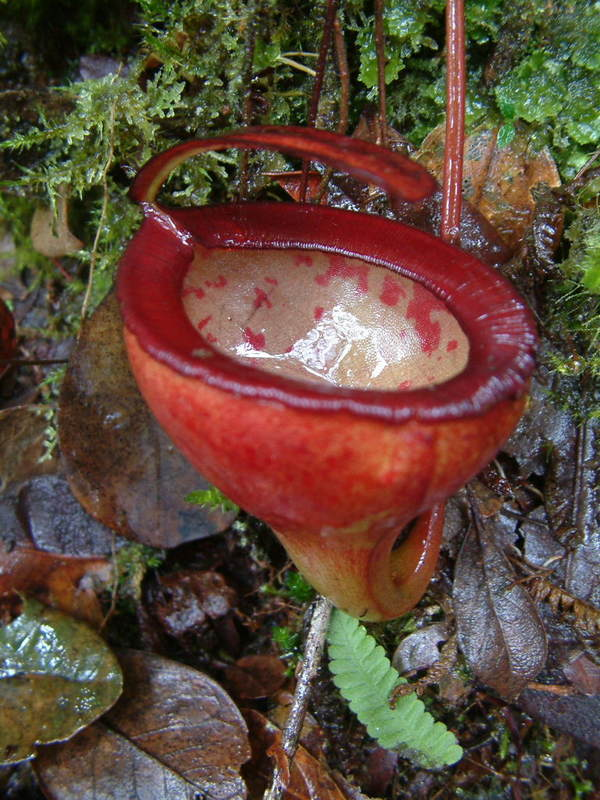
Middenbeker
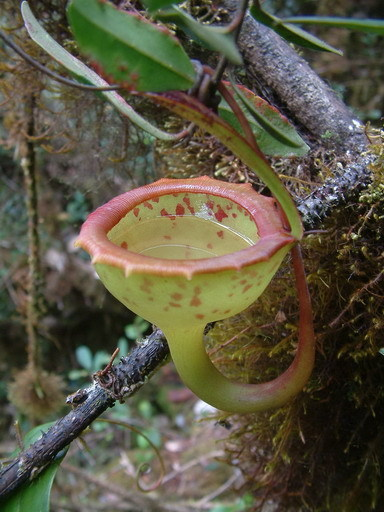
Bovenbeker

De vangbekers van N. jamban bevatten een zeer dikke, slijmerige bekervloeistof. Deze bedekt de binnenzijde van de beker met een dunne laag slijm en vangt als een vliegenstrip insecten die boven het vloeistofoppervlak vliegen. Desondanks is de vloeistof rijk aan steekmuglarven en andere Nepenthes-infauna. De bovenbekers vangen relatief grote prooidieren, zoals wespen en krekels. Ook kleine zoogdieren zijn in de bekers aangetroffen.

## Verspreiding en habitat

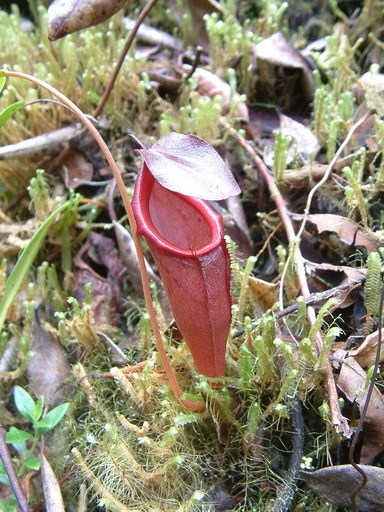
Een onderbeker van N. jamban × N. lingulata

Nepenthes jamban is endemisch in het Barisangebergte in Sumatra. De soort is alleen aangetroffen op zijn typelocatie, ten zuiden van Padang Sidempuan in Noord-Sumatra. Hier is de plant aangetroffen op een hoogte van 1800 tot 2100 meter boven zeeniveau. In het leefgebied van N. jamban komen ook de sympatrische soorten N. bongso, N. dubia, N. gymnamphora en N. lingulata voor. Er zijn twee natuurlijke hybriden in dit gebied beschreven:
- N. jamban × N. lingulata
- N. jamban × N. dubia

## Verwante soorten
Nepenthes jamban behoort tot een groep van verwante Sumatraanse soorten waartoe ook N. dubia, N. inermis, N. jacquelineae en N. tenuis behoren. Al deze soorten hebben trechtervormige vangbekers, bloeiwijzen met schutbladen, bladeren zonder bladsteel en een zeer kleverige bekervloeistof. Waarschijnlijk is N. jamban het meest verwant aan N. jacquelineae. Beide soorten hebben een smal operculum en grote nectarklieren, al zijn deze laatste bij N. jacquelineae aanzienlijk groter.
... · 
N. alata · 
N. albomarginata · 
N. ampullaria · 
N. argentii · 
N. aristolochioides · 
N. attenboroughii · 
N. bicalcarata · 
N. bokorensis · 
N. bongso · 
N. boschiana · 
N. burkei · 
N. campanulata · 
N. chaniana · 
N. danseri · 
N. deaniana · 
N. densiflora · 
N. diatas · 
N. distillatoria · 
N. edwardsiana · 
N. ephippiata · 
N. gracilis · 
N. gymnamphora · 
N. hirsuta · 
N. inermis · 
N. insignis · 
N. jamban · 
N. khasiana · 
N. lamii · 
N. leyte · 
N. lingulata · 
N. lowii · 
N. macfarlanei · 
N. macrophylla · 
N. madagascariensis · 
N. masoalensis · 
N. maxima · 
N. mirabilis · 
N. monticola · 
N. northiana · 
N. ovata · 
N. peltata · 
N. pervillei · 
N. pitopangii · 
N. rafflesiana · 
N. rajah ·
N. rhombicaulis · 
N. rosea ·
N. sanguinea · 
N. sibuyanensis · 
N. spathulata · 
N. tenax · 
N. tenuis · 
N. veitchii ·
N. ventricosa ·
N. vieillardii ·
N. villosa · 
...